# Zatoka Fińska
Zatoka Fińska – zatoka w północno-wschodniej części Morza Bałtyckiego, pomiędzy Finlandią, Rosją i Estonią. W głębi lądu, na przedłużeniu Zatoki Fińskiej znajdują się największe jeziora Europy: Ładoga i Onega.
Uzdrowiska na Zatoce Fińskiej:
- Narva-Jõesuu
- Toila